# Óscar González Villa
Óscar González Villa (* 8. Mai 1949 in Alcalá; † 25. Juni 2015) war ein kolumbianischer Geistlicher. 2006 wurde er zum römisch-katholischen Bischof von Girardota ernannt, trat aber vor Amtsantritt zurück.

## Leben
Villa empfing am 17. November 1973 die Priesterweihe für das Erzbistum Manizales.
Am 24. April 2006 wurde er von Papst Benedikt XVI. zum Bischof von Girardota ernannt. Allerdings erklärte er am 10. Juni desselben Jahres seinen Verzicht auf das Amt.
Er starb am 25. Juni 2015 im Alter von 66 Jahren.